# Carlos José Ochoa
Carlos José Ochoa (Caracas, 14 dicembre 1980) è un ex ciclista su strada venezuelano. Professionista dal 2004 al 2014, conta la vittoria di una Vuelta a Venezuela.

## Carriera
Ochoa passò professionista nel 2004 con la Colombia-Selle Italia di Gianni Savio, ma fino al 2008 non si affermò mai stabilmente nella massima categoria, tornando per due volte tra gli élite 2, categoria in cui ottenne le sue prime vittorie. Dal 2008 corre stabilmente nella Androni Giocattoli di Savio, con cui ha partecipato a quattro edizioni del Giro d'Italia. Sempre nel 2008 ottenne le sue ultime vittorie da professionista, una tappa al Tour de San Luis, due tappe e la classifica generale della Vuelta Ciclística Independencia Nacional, una tappa e la generale della Vuelta a Venezuela.
Con la Nazionale venezuelana ha partecipato a quattro edizioni dei campionati del mondo.

## Palmarès
- 2005

1ª tappa Vuelta Ciclística Independencia Nacional (Santo Domingo > La Romana)
7ª tappa Vuelta Internacional al Estado Trujillo (Trujillo > Boconó)
8ª tappa Vuelta Internacional al Estado Trujillo (Circuito del Valle de Motatán)
2ª tappa, 1ª semitappa Vuelta a Yacambu-Lara
Classifica generale Vuelta a Yacambu-Lara
- 2007

2ª tappa, 1ª semitappa Vuelta a Yacambu-Lara (Tocuyo > Cuara, cronometro)
Classifica generale Vuelta a Yacambu-Lara
4ª tappa Vuelta Internacional al Estado Trujillo (Santa Apolonia > La Quebrada)
Classifica generale Vuelta Internacional al Estado Trujillo
- 2008

4ª tappa Tour de San Luis (San Luis > Saladillo)
7ª tappa Vuelta Ciclística Independencia Nacional (Santiago de los Caballeros > Jarabacoa)
8ª tappa, 2ª semitappa Vuelta Ciclística Independencia Nacional (Santo Domingo > Santo Domingo, cronometro)
Classifica generale Vuelta Ciclística Independencia Nacional
5ª tappa Vuelta a Venezuela (Ospino > Nirgua San Vicente)
Classifica generale Vuelta a Venezuela
- 2012

1ª tappa Vuelta a Yacambu-Lara
- 2013

2ª tappa Apertura Temporada de Trujillo
Classifica generale Vuelta a Venezuela

## Piazzamenti

### Grandi Giri
- Giro d'Italia

2008: 61º
2009: 30º
2010: 52º
2011: 65º
2012: non partito (18ª tappa)

### Classiche monumento
- Giro di Lombardia

2012: ritirato

### Competizioni mondiali
- Campionati del mondo su strada

Varese 2008 - In linea Elite: 70º
Mendrisio 2009 - In linea Elite: 75º
Melbourne 2010 - In linea Elite: ritirato
Copenaghen 2011 - In linea Elite: 127º
Toscana 2013 - In linea Elite: 97º
Toscana 2013 - In linea Elite: ritirato
Ponferrada 2014 - In linea Elite: ritirato